# Barrio Balbastro
El Barrio Balbastro es un complejo de viviendas que se encuentra en el Bajo Flores, ciudad de Buenos Aires, Argentina.
Fue construido en 1948, por gestión de la Municipalidad de la Ciudad de Buenos Aires. Se trató de uno de los proyectos de vivienda social de la primera etapa de la presidencia de Juan Domingo Perón (1946/1952), caracterizados por la innovación en el estilo de construcciones con respecto a las anteriormente construidas por organismos como la Comisión Nacional de Casas Baratas (1915/1944). El justicialismo utilizó como modelos de vivienda el pintoresco chalet californiano y el sencillo monoblock, y a este último corresponde el Barrio Balbastro.
El conjunto está compuesto por 6 edificios con planta en "tira", del tipo conocido como monoblock, formato muy utilizado en la Argentina desde ese momento. Tienen planta baja y dos pisos altos, y 18 departamentos cada uno (6 por piso), con acceso a los pisos superiores por escaleras en el interior. Los frentes poseen amplios ventanales que recuerdan a las viviendas racionalistas, recorriendo los pasillos de acceso a los departamentos de los pisos altos. El Barrio Balbastro suma 108 unidades de vivienda, y posee un tanque de agua propio y un amplio parque dentro del cual se disponen los monoblocks, en dos filas de tres edificios cada una.